# Paul Ferrier

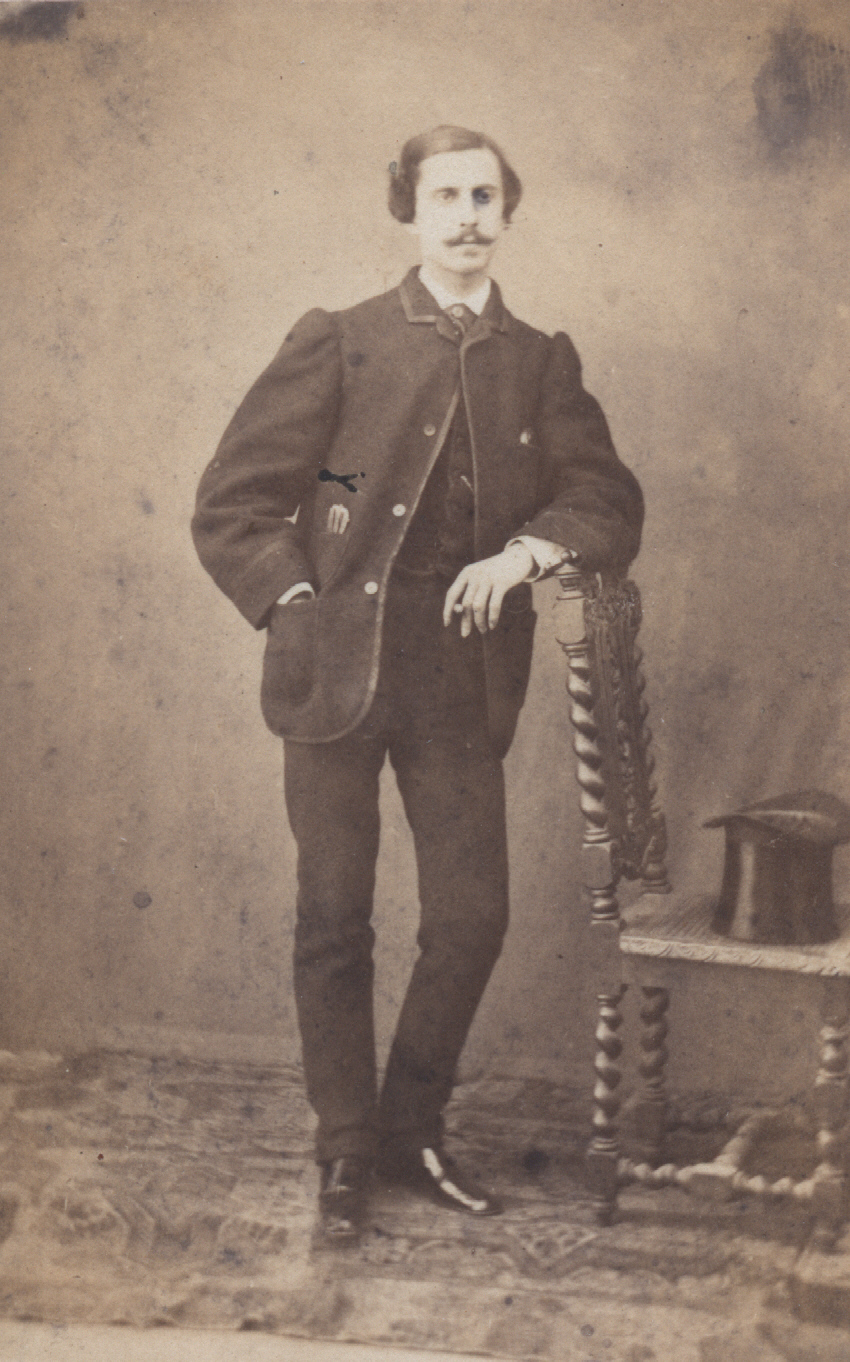
Paul Michel Raoul Ferrier vor 1900

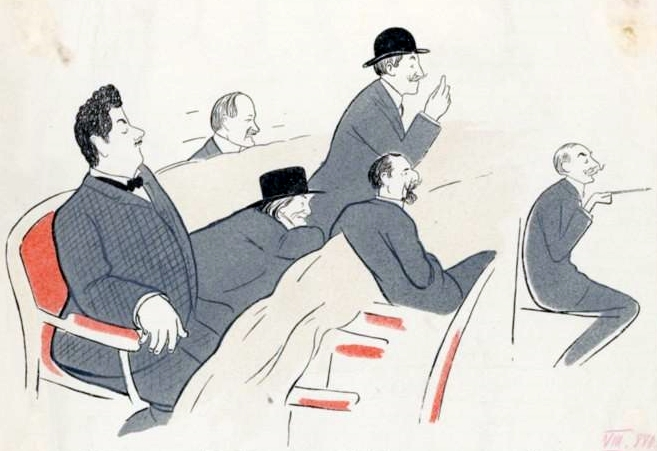
Eine Probe an der Opéra-Comique (Paul Ferrier im Hintergrund)

Paul Ferrier (* 29. März 1843 in Montpellier; † 11. September 1928 in Nouan-le-Fuzelier) war ein französischer Librettist und Dramatiker.

## Biographie
Nachdem er in Aix-en-Provence Rechtswissenschaften studiert hatte, schrieb er sich an der Fakultät seiner Heimatstadt ein. Am Theater debütierte er 1868 im Alter von 25 Jahren mit dem Stück La Revanche d´Isis.
Ferrier wurde aber erst 1873 mit den Stücken Chez l'avocat und Les Incendies de Massoulard bekannt. Sein größter Erfolg als Dramatiker war das Vaudeville L'Art de tromper les femmes (1890), das er gemeinsam mit Émile de Najac verfasst hatte.
Ferrier war berufspolitisch sehr engagiert. Er war Präsident der Société des Auteurs et Compositeurs Dramatiques und nach seinem beruflichen Rückzug Ehrenpräsident.
Während seine Theaterstücke weitgehend vergessen sind, hat Ferrier als Librettist überdauert. Er verfasste Libretti für Operetten von Gaston Serpette, Charles Lecocq, Louis Varney, André Messager, Gabriel Pierné, Victor Roger, Jacques Offenbach und anderen. Weiterhin war Ferrier Autor der französischen Fassungen von Puccinis Madame Butterfly und weiteren Opern.
Die Schriftstellerin Jeanne Paul-Ferrier war seine Tochter.

## Auszeichnungen
- Im Jahr 1909 wurde Ferrier zum Offizier der Ehrenlegion ernannt.[4]

## Werke

### Theaterstücke
- Chez l'avocat, 1873
- Les Incendies de Massoulard, 1873
- Les Compensations, 1876
- L' Art de tromper les femmes, 1890

### Libretti
- G. Serpette: La petite muette, 1877
- J. Offenbach: La Marocaine, 1879
- L. Varney: Les Mousquetaires au couvent, 1880
- L. Varney: Fanfan la tulipe (mit Jules Prével), 1882
- L. Varney: Babolin (mit Jules Prével), 1884
- L. Varney: Les petits mousquetaires (mit Jules Prével), 1885
- A. C. Lecocq: La vie mondaine, 1885
- V. Roger: Josephine vendue par ses sours, 1886
- L. Varney: Dix jours aux Pyrénées, 1887
- L. Varney: La Vénus d'Arles (mit Armand Liorat), 1889
- L. Varney: La fée aux chèvres (mit Albert Vanloo), 1890
- G. Serpette: Cendrillonnette, 1890
- G. Serpette: Mé-ne-ka, 1892
- L. Varney: Miss Robinson, 1892
- G. Serpette: La dot de Brigitte, 1895
- G. Serpette: Le carnet du Diable (mit Ernest Blum), 1895
- G. Serpette: Le capitole (mit Charles Clairville), 1895
- G. Serpette: Le royaume des femmes(mit Ernest Blum), 1896
- G. Serpette: Le carillon, (mit Ernest Blum), 1896
- A. Messager: Le Chevalier d'Harmental (nach Alexandre Dumas), 1896
- G. Pierné: La Fille de Tabarin (mit Victorien Sardou), 1901